# Peter Strodl
Pour les articles homonymes, voir Strodl.
Peter Strodl, né le 20 septembre 1982, est un skieur alpin allemand.

## Biographie
Il est le frère d'Andreas Strodl, aussi skieur alpin et spécialiste de la vitesse comme lui.
Membre du Partenkirchen ski club, il commence sa carrière internationale en 1997-1998 en participant à des courses FIS et universitaires. Il signe notamment deux top dix aux Championnats du monde junior 2002, avec une quatrième place en combiné et une septième place en descente, après des débuts dans la Coupe d'Europe. Il prend le départ de sa première manche de Coupe du monde fin 2002 à Lake Louise. En janvier 2006, il monte sur son premier podium en Coupe d'Europe en descente à Sella Nevea, discipline dont il se classe deuxième au classement de cette compétition, derrière Romed Baumann. Blessé, il manque entièrement la saison 2006-2007.
En novembre 2008, Peter Strodl marque ses premiers points dans la Coupe du monde avec une 22e place à la descente de Lake Louise, qu'il améliore avec une 21e place au super G de Beaver Creek. Il fait partie de la sélection allemande pour les Championnats du monde 2009 à Val d'Isère, où il dispute le super G, course dont il ne rejoint pas l'arrivée. Ne se sentant pas en forme, il déclare forfait pour la descente.
En 2010, il décide de prendre sa retraite sportive en raison de ses multiples blessures.

## Palmarès

### Championnats du monde
| Édition / Épreuve         | Super G |
| ------------------------- | ------- |
| Mondiaux 2009 Val d'Isère | Abandon |

### Coupe du monde
- Meilleur classement général : 112e en 2009.
- Meilleur résultat sur une manche : 21e.

| Saison/Classement | Général | Général | Descente | Descente | Super G | Super G |
| Saison/Classement | Class.  | Points  | Class.   | Points   | Class.  | Points  |
| ----------------- | ------- | ------- | -------- | -------- | ------- | ------- |
| 2009              | 112e    | 22      | 47e      | 9        | 37e     | 13      |

### Coupe d'Europe
- 2e du classement de la descente en 2006.
- 3e du classement du super G en 2008.
- 3 podiums.

### Championnats d'Allemagne
- Champion sur la descente en 2005.
- Champion sur le super G en 2009.